# Славково (Московская область)
Сла́вково — деревня в Обушковском сельском поселении Истринского района Московской области. Население — 53 чел. (2010), в деревне 3 улицы, переулок, зарегистрировано 9 садовых товариществ.
Находится примерно в 27 км на юго-восток от Истры, на левом берегу реки Беляны (приток реки Истры), высота над уровнем моря 161 м. Ближайшие деревни расположены восточнее: Писково, Воронино и Красный Посёлок. С Истрой деревня связана автобусным сообщением (автобус № 20, 21), а также с Москвой — маршрутное такси № 480 (от метро Щукинская).

## Население
| 2002 | 2006 | 2010 |
| ---- | ---- | ---- |
| 42   | ↘35  | ↗53  |